# Lecanomerus verticalis
Lecanomerus verticalis is een keversoort uit de familie van de loopkevers (Carabidae). De wetenschappelijke naam van de soort is als Harpalus verticalis voor het eerst geldig gepubliceerd in 1842 door Erichson.